# Tratado de Moresby
El tratado de Moresby fue un acuerdo antiesclavista celebrado en septiembre de 1822 entre el Sayyid Said bin, sultán de Mascate y Omán, y el almirante británico Fairfax Moresby, oficial superior de Mauricio, quién actuó en representación del gobierno de Reino Unido. Su objetivo fue limitar el comercio de esclavos en el Océano Índico al impedir su exportación desde los dominios árabes del sultán en el este de África y la península arábiga hacia las posesiones británicas en India.
El acuerdo prohibió la venta de esclavos a personas cristianas de cualquier nacionalidad, reconoció la jurisdicción del sultán sobre las aguas de la costa oriental africana, permitió la instalación de un oficial británico en el archipiélago de Zanzíbar y creó la Línea de Moresby.

## Línea de Moresby
Entre las estipulaciones del tratado estaba la creación de la línea de Moresby, la cual se extendía desde el punto más meridional de los dominios del sultán en África —Cabo Delgado en Mozambique— a través del Océano Índico hasta la ciudad de Diu en la costa de India. El transporte de esclavos continuó siendo legal dentro del lado occidental de la línea, que correspondía con los dominios del sultán, pero ilegal del lado oriental. Para hacer cumplir la prohibición se dio autoridad a las naves de guerra para confiscar cualquier barco que trasladara esclavos por la zona oriental del límite y condenar al capitán del navío a muerte, en condiciones similares a las reservadas para la piratería. La única excepción para esta ley era para embarcaciones que atravesaran la línea debido a condiciones fuera de su control, entre ellas las condiciones climáticas extremas.
Entre las partes hubo confusión sobre quién era responsable de hacer cumplir esta parte del tratado. En la versión inglesa se daba la responsabilidad a la flota omaní, mientras la versión árabe la otorgaba la marina británica.

## Enmienda
El 17 de diciembre de 1839 fueron agregados otros tres artículos a los seis originales que conformaban al tratado. Esta enmienda redujo el área en que era legal el tráfico de esclavos, trasladando el límite norte de la línea de Moresby hacia la ciudad portuaria de Pasni, en la región de Makrán —en el actual Pakistán—. Adicionalmente prohibía la venta de somalíes como esclavos, pues eran considerados hombres libres por el sultán omaní debido a que estos eran musulmanes, al igual que él.